# Libra de Gibraltar
A libra de Gibraltar, de nome oficial, ou libra gibraltina (código ISO 4217: GIP, símbolo £) é a moeda do território ultramarino britânico de Gibraltar. Encontra-se indexada à taxa 1:1 com a libra esterlina. Subdivide-se em pence.
Desde 1927, o governo gibraltino emite as suas próprias notas e, desde 1988, também moedas. A libra esterlina continua a circular e é amplamente aceite no território. Muito do comércio aceita também o euro.
As notas de Gibraltar não são, no entanto, aceites no Reino Unido, devendo ser trocadas, sem comissão, aos balcões bancários, normalmente à taxa 0,92:1.